# Selección femenina de baloncesto de Australia
La selección femenina de baloncesto de Australia es el equipo de baloncesto que representa a Australia en los campeonatos internacionales de selecciones femeninas.
Desde 1994, las Opals han sido siempre competitivas y exitosas, habiendo ganado nueve medallas en torneos internacionales oficiales de la FIBA (Juegos Olímpicos y Mundiales), destacando la medalla de oro conquistada en el Campeonato Mundial de Brasil 2006. A partir de 2017, la FIBA combinó sus zonas de Oceanía y Asia para las competiciones oficiales absolutas; tras este cambio, las Opals compiten en el Campeonato FIBA Asia Femenino.
Actualmente se encuentran en la tercera posición del Ranking Mundial FIBA, sólo superada por China y Estados Unidos.

## Jugadoras

### Plantilla actual
Lista de jugadoras convocadas para la Copa Mundial de Baloncesto Femenino de 2022.

## Historial

### Juegos Olímpicos
| Baloncesto en los Juegos Olímpicos | Baloncesto en los Juegos Olímpicos | Baloncesto en los Juegos Olímpicos | Baloncesto en los Juegos Olímpicos | Baloncesto en los Juegos Olímpicos | Baloncesto en los Juegos Olímpicos |
| Año                                | Ronda                              | Posición                           | PJ                                 | G                                  | P                                  |
| ---------------------------------- | ---------------------------------- | ---------------------------------- | ---------------------------------- | ---------------------------------- | ---------------------------------- |
| 1976                               | No clasificó                       | No clasificó                       | No clasificó                       | No clasificó                       | No clasificó                       |
| 1980                               | No clasificó                       | No clasificó                       | No clasificó                       | No clasificó                       | No clasificó                       |
| 1984                               | Ronda preliminar                   | 5.º                                | 5                                  | 1                                  | 4                                  |
| 1988                               | Semifinales                        | 4.º                                | 5                                  | 2                                  | 3                                  |
| 1992                               | No clasificó                       | No clasificó                       | No clasificó                       | No clasificó                       | No clasificó                       |
| 1996                               | Semifinales                        | 3.º                                | 8                                  | 5                                  | 3                                  |
| 2000                               | Subcampeón                         | 2.º                                | 8                                  | 7                                  | 1                                  |
| 2004                               | Subcampeón                         | 2.º                                | 8                                  | 7                                  | 1                                  |
| 2008                               | Subcampeón                         | 2.º                                | 8                                  | 7                                  | 1                                  |
| 2012                               | Semifinales                        | 3.º                                | 8                                  | 6                                  | 2                                  |
| 2016                               | Cuartos de final                   | 5.º                                | 6                                  | 5                                  | 1                                  |
| 2020                               | Cuartos de final                   | 8.º                                | 4                                  | 1                                  | 3                                  |
| 2024                               | Semifinales                        | 3.º                                | 6                                  | 4                                  | 2                                  |
| Total                              |                                    |                                    | 66                                 | 45                                 | 21                                 |

### Copa Mundial
| Copa Mundial de la FIBA | Copa Mundial de la FIBA | Copa Mundial de la FIBA | Copa Mundial de la FIBA | Copa Mundial de la FIBA | Copa Mundial de la FIBA |
| Año                     | Ronda                   | Posición                | PJ                      | G                       | P                       |
| ----------------------- | ----------------------- | ----------------------- | ----------------------- | ----------------------- | ----------------------- |
| 1953                    | No clasificó            | No clasificó            | No clasificó            | No clasificó            | No clasificó            |
| 1957                    | Ronda clasificatoria    | 10.º                    | 6                       | 2                       | 4                       |
| 1959                    | No clasificó            | No clasificó            | No clasificó            | No clasificó            | No clasificó            |
| 1964                    | No clasificó            | No clasificó            | No clasificó            | No clasificó            | No clasificó            |
| 1967                    | Ronda clasificatoria    | 10.º                    | 6                       | 1                       | 5                       |
| 1971                    | Ronda clasificatoria    | 9.º                     | 8                       | 5                       | 3                       |
| 1975                    | Ronda clasificatoria    | 10.º                    | 7                       | 4                       | 3                       |
| 1979                    | Semifinales             | 4.º                     | 7                       | 4                       | 3                       |
| 1983                    | Ronda clasificatoria    | 11.º                    | 7                       | 3                       | 4                       |
| 1986                    | Ronda preliminar        | 9.º                     | 7                       | 3                       | 4                       |
| 1990                    | Cuartos de final        | 6.º                     | 8                       | 3                       | 5                       |
| 1994                    | Semifinales             | 4.º                     | 8                       | 4                       | 4                       |
| 1998                    | Semifinales             | 3.º                     | 9                       | 8                       | 1                       |
| 2002                    | Semifinales             | 3.º                     | 9                       | 7                       | 2                       |
| 2006                    | Campeón                 | 1.º                     | 9                       | 9                       | 0                       |
| 2010                    | Cuartos de final        | 5.º                     | 9                       | 7                       | 2                       |
| 2014                    | Semifinales             | 3.º                     | 6                       | 5                       | 1                       |
| 2018                    | Subcampeón              | 2.º                     | 6                       | 5                       | 1                       |
| 2022                    | Semifinales             | 3.º                     | 8                       | 6                       | 2                       |
| 2026                    | Por definir             | Por definir             | Por definir             | Por definir             | Por definir             |
| Total                   |                         |                         | 120                     | 76                      | 44                      |

### Copa Asiática
| Campeonato FIBA Asia Femenino | Campeonato FIBA Asia Femenino | Campeonato FIBA Asia Femenino | Campeonato FIBA Asia Femenino | Campeonato FIBA Asia Femenino | Campeonato FIBA Asia Femenino |
| Año                           | Ronda                         | Posición                      | PJ                            | G                             | P                             |
| ----------------------------- | ----------------------------- | ----------------------------- | ----------------------------- | ----------------------------- | ----------------------------- |
| 2017                          | Subcampeón                    | 2.º                           | 6                             | 5                             | 1                             |
| 2019                          | Semifinales                   | 3.º                           | 6                             | 4                             | 2                             |
| 2021                          | Semifinales                   | 3.º                           | 6                             | 4                             | 2                             |
| 2023                          | Clasificado como anfitrión    | Clasificado como anfitrión    | Clasificado como anfitrión    | Clasificado como anfitrión    | Clasificado como anfitrión    |
| Total                         |                               |                               | 18                            | 13                            | 5                             |

## Mundiales
- Mundial 1998 :

Robyn Maher, Allison Tranquilli, Sandy Brondello, Michele Timms, Annie Burgess, Joanne Hill, Kristi Harrower, Lauren Jackson, Carla Boyd, Jenny Whittle, Rachael Sporn, Michelle Brogan. Seleccionador:  Tom Maher
- Mundial 2002  :

Jae Kingi, Allison Tranquilli, Sandy Brondello, Penny Taylor, Suzy Batkovic, Trisha Fallon, Kristi Harrower, Lauren Jackson, Hollie Grima, Jenny Whittle, Laura Summerton, Michelle Brogan. Seleccionador: Jan Stirling
- Mundial 2006 :

Erin Phillips, Tully Bevilaqua, Jenni Screen, Penny Taylor, Emma Randall, Hollie Grima, Kristi Harrower, Laura Summerton, Belinda Snell, Jenny Whittle, Emily McInerny, Lauren Jackson. Seleccionador: Jan Stirling
- Mundial 2014 :

Tessa Lavey, Leilani Mitchell, Rebecca Allen, Penny Taylor, Gabrielle Richards, Natalie Burton, Rachel Jarry, Laura Summerton, Belinda Snell, Erin Phillips, Marianna Tolo, Cayla Francis. Seleccionador: Brendan Joyce
- Mundial 2018 :

Jenna O'Hea, Stephanie Talbot, Tess Madgen, Liz Cambage, Rebecca Allen, Katie Ebzery, Alanna Smith, Alexandra Bunton, Eziyoda Magbegor, Tessa Lavey, Cayla Francis, Samantha Whitcomb. Seleccionador: Sandy Brondello.
- Copa Mundial 2022: finalizó 3°  de 12 equipos.

Kristy Wallace, Darcee Garbin, Stephanie Talbot, Tess Madgen, Rebecca Allen, Eziyoda Magbebor, Marianna Tolo, Cayla Francis, Sara Blicavs, Anneli Maley, Lauren Jackson, Samantha Whitcomb. Entrenador: Sandy Brondello

### Juegos Olímpicos
- Juegos Olímpicos de Atlanta 1996 :

Robyn Maher, Allison Tranquilli, Sandy Brondello, Michele Timms, Shelley Sandie, Trisha Fallon, Michelle Chandler, Fiona Robinson, Carla Boyd, Jenny Whittle, Rachael Sporn, Michelle Brogan. Seleccionador: Tom Maher.
- Juegos Olímpicos de Sídney 2000 :

Joanne Hill, Annie Burgess, Sandy Brondello, Michele Timms, Shelley Sandie, Trisha Fallon, Kristi Harrower, Lauren Jackson, Carla Boyd, Jenny Whittle, Rachael Sporn, Michelle Brogan. Seleccionador: Tom Maher.
- Juegos Olímpicos de Atenas 2004 :

Alicia Poto, Allison Tranquilli, Sandy Brondello, Penny Taylor, Suzy Batkovic, Trisha Fallon, Kristi Harrower, Laura Summerton, Belinda Snell, Natalie Porter, Rachael Sporn, Lauren Jackson. Seleccionador: Jan Stirling.
- Juegos Olímpicos de Pekín 2008 :

Erin Phillips, Tully Bevilaqua, Jenni Screen, Penny Taylor, Suzy Batkovic, Hollie Grima, Kristi Harrower, Laura Summerton, Belinda Snell, Emma Randall, Rohanee Cox, Lauren Jackson. Seleccionador: Jan Stirling.
- Juegos Olímpicos de Londres 2012 :

Jenna O'Hea, Samantha Richards, Jenni Screen, Abby Bishop, Suzy Batkovic, Kathleen MacLeod, Kristi Harrower, Laura Summerton, Belinda Snell, Rachel Jarry, Liz Cambage, Lauren Jackson. Seleccionador:  Carrie Graf
- Juegos Olímpicos de París 2024 :

Jade Melbourne, Kristy Wallace, Stephanie Talbot, Tess Madgen, Alanna Smith, Eziyoda Magbegor, Marianna Tolo, Cayla George, Amy Atwell, Isobel Borlase, Lauren Jackson, Samantha Whitcomb. Seleccionadora: Sandy Brondello.